# Beaulieu-lès-Loches
Beaulieu-lès-Loches é uma comuna francesa na região administrativa do Centro, no departamento Indre-et-Loire. Estende-se por uma área de 3,88 km². Em 2010 a comuna tinha 1 797 habitantes (densidade: 463,1 hab./km²).